# Campionati europei di atletica leggera indoor 2005
I XXVIII campionati europei di atletica leggera indoor si sono svolti a Madrid, in Spagna, presso il Palacio de Deportes, dal 4 al 6 marzo 2005. 

## Nazioni partecipanti
Tra parentesi, il numero di atleti partecipanti per nazione.
- Albania (2)
- Armenia (1)
- Austria (8)
- Belgio (9)
- Bielorussia (11)
- Bulgaria (8)
- Rep. Ceca (16)
- Cipro (3)
- Croazia (6)
- Danimarca (5)
- Estonia (10)
- Finlandia (13)
- Francia (44)
- Georgia (2)

- Germania (36)
- Grecia (24)
- Irlanda (16)
- Islanda (1)
- Israele (2)
- Italia (21)
- Lettonia (5)
- Liechtenstein (1)
- Lituania (3)
- Lussemburgo (1)
- Malta (3)
- Moldavia (2)
- Paesi Bassi (12)
- Polonia (31)

- Portogallo (13)
- Regno Unito (44)
- Romania (18)
- Russia (64)
- Serbia e Montenegro (4)
- Slovacchia (6)
- Slovenia (17)
- Spagna (46)
- Svezia (20)
- Svizzera (6)
- Turchia (2)
- Ucraina (21)
- Ungheria (6)

## Risultati

### Uomini
| Specialità | Oro                                                          | Risultato | Argento                                                                    | Risultato | Bronzo                                                                      | Risultato |
| Corse piane |                                                              |           |                                                                            |           |                                                                             |           |
| 60 metri (dettagli) | Jason Gardener                                               | 6"55      | Ronald Pognon                                                              | 6"62      | Kostjantyn Vasjukov                                                         | 6"62      |
| 200 metri (dettagli) | Tobias Unger                                                 | 20"53     | Chris Lambert                                                              | 20"69     | Marcin Urbaś                                                                | 21"04     |
| 400 metri (dettagli) | David Gillick                                                | 46"30     | David Canal                                                                | 46"64     | Sebastian Gatzka                                                            | 46"88     |
| 800 metri (dettagli) | Dmitrij Bogdanov                                             | 1'48"61   | Antonio Manuel Reina                                                       | 1'48"76   | Juan de Dios Jurado                                                         | 1'49"11   |
| 1.500 metri (dettagli) | Ivan Heško                                                   | 3'36"70   | Juan Carlos Higuero                                                        | 3'37"98   | Reyes Estévez                                                               | 3'38"90   |
| 3.000 metri (dettagli) | Alistair Cragg                                               | 7'46"32   | John Mayock                                                                | 7'51"46   | Reyes Estévez                                                               | 7'51"65   |
| Corse a ostacoli |                                                              |           |                                                                            |           |                                                                             |           |
| 60 metri ostacoli (dettagli) | Ladji Doucouré                                               | 7"50      | Felipe Vivancos                                                            | 7"61      | Robert Kronberg                                                             | 7"65      |
| Staffette |                                                              |           |                                                                            |           |                                                                             |           |
| Staffetta 4×400 metri (dettagli) | Francia Richard Maunier Remi Wallard Brice Panel Marc Raquil | 3'07"90   | Regno Unito Dale Garland Daniel Cossins Richard Davenport Gareth Warburton | 3'09"53   | Russia Andrej Polukeev Aleksandr Usov Dmitriy Forshev Aleksandr Broshchenko | 3'09"63   |
| Salti |                                                              |           |                                                                            |           |                                                                             |           |
| Salto in alto (dettagli) | Stefan Holm                                                  | 2,40 m    | Jaroslav Rybakov                                                           | 2,38 m    | Pavel Fomenko                                                               | 2,32 m    |
| Salto con l'asta (dettagli) | Igor' Pavlov                                                 | 5,90 m    | Denys Jurčenko                                                             | 5,85 m    | Tim Lobinger                                                                | 5,80 m    |
| Salto in lungo (dettagli) | Joan Lino Martínez                                           | 8,37 m    | Bogdan Tarus                                                               | 8,14 m    | Volodymyr Zjuskov                                                           | 7,99 m    |
| Salto triplo (dettagli) | Igor' Spasovchodskij                                         | 17,20 m   | Mykola Savolajnen                                                          | 17,01 m   | Aleksandr Petrenko                                                          | 16,98 m   |
| Lanci |                                                              |           |                                                                            |           |                                                                             |           |
| Getto del peso (dettagli) | Joachim Olsen                                                | 21,19 m   | Rutger Smith                                                               | 20,79 m   | Manuel Martínez                                                             | 20,51 m   |
| Prove multiple |                                                              |           |                                                                            |           |                                                                             |           |
| Eptathlon (dettagli) | Roman Šebrle                                                 | 6.232 p.  | Aleksandr Pogorelov                                                        | 6.111 p.  | Roland Schwarzl                                                             | 6.064 p.  |
| record mondiale; record mondiale stagionale; record europeo; record europeo stagionale; record dei campionati; record nazionale; record personale; record personale stagionale. |                                                              |           |                                                                            |           |                                                                             |           |

### Donne
| Specialità | Oro                                                                        | Risultato | Argento                                                                 | Risultato | Bronzo                                                                  | Risultato     |
| Corse piane |                                                                            |           |                                                                         |           |                                                                         |               |
| 60 metri (dettagli) | Kim Gevaert                                                                | 7"16      | Yeoryia Kokloni                                                         | 7"18      | Maria Karastamati                                                       | 7"25          |
| 200 metri (dettagli) | Ivet Lalova                                                                | 22"91     | Karin Mayr-Krifka                                                       | 22"94     | Jacqueline Poelman                                                      | 23"42         |
| 400 metri (dettagli) | Svetlana Pospelova                                                         | 50"41     | Svjatlana Usovič                                                        | 50"55     | Irina Rosichina                                                         | 52"05         |
| 800 metri (dettagli) | Larisa Čžao                                                                | 1'59"97   | Mayte Martínez                                                          | 2'00"52   | Natal'ja Cyganova                                                       | 2'01"62       |
| 1.500 metri (dettagli) | Elena Iagăr                                                                | 4'03"09   | Corina Dumbravean                                                       | 4'05"88   | Hind Dehiba                                                             | 4'07"20       |
| 3.000 metri (dettagli) | Lidia Chojecka                                                             | 8'43"76   | Susanne Pumper                                                          | 8'47"74   | Sabrina Mockenhaupt                                                     | 8'47"76       |
| Corse a ostacoli |                                                                            |           |                                                                         |           |                                                                         |               |
| 60 metri ostacoli (dettagli) | Susanna Kallur                                                             | 7"80      | Jenny Kallur                                                            | 7"99      | Kirsten Bolm                                                            | 8"00          |
| Staffette |                                                                            |           |                                                                         |           |                                                                         |               |
| Staffetta 4×400 metri (dettagli) | Russia Tat'jana Levina Julija Pečënkina Irina Rosichina Svetlana Pospelova | 3'28"00   | Polonia Anna Pacholak Monika Bejnar Marta Chrust-Rożej Małgorzata Pskit | 3'29"37   | Regno Unito Melanie Purkiss Donna Fraser Catherine Murphy Lee McConnell | 3'29"81       |
| Salti |                                                                            |           |                                                                         |           |                                                                         |               |
| Salto in alto (dettagli) | Anna Čičerova                                                              | 2,01 m    | Ruth Beitia                                                             | 1,99 m    | Venelina Veneva                                                         | 1,97 m        |
| Salto con l'asta (dettagli) | Elena Isinbaeva                                                            | 4,90 m    | Anna Rogowska                                                           | 4,75 m    | Monika Pyrek                                                            | 4,70 m        |
| Salto in lungo (dettagli) | Naide Gomes                                                                | 6,70 m    | Stiliani Pilatou                                                        | 6,64 m    | Adina Anton Bianca Kappler                                              | 6,59 m 6,53 m |
| Salto triplo (dettagli) | Viktorija Gurova                                                           | 14,74 m   | Magdelín Martínez                                                       | 14,54 m   | Carlota Castrejana                                                      | 14,45 m       |
| Lanci |                                                                            |           |                                                                         |           |                                                                         |               |
| Getto del peso (dettagli) | Nadzeja Astapčuk                                                           | 19,37 m   | Krystyna Zabawska                                                       | 18,96 m   | Ol'ga Rjabinkina                                                        | 18,83 m       |
| Prove multiple |                                                                            |           |                                                                         |           |                                                                         |               |
| Pentathlon (dettagli) | Carolina Klüft                                                             | 4.948 p.  | Kelly Sotherton                                                         | 4.733 p.  | Natalija Dobryns'ka                                                     | 4.667 p.      |
| record mondiale; record mondiale stagionale; record europeo; record europeo stagionale; record dei campionati; record nazionale; record personale; record personale stagionale. |                                                                            |           |                                                                         |           |                                                                         |               |

## Medagliere
Legenda
     Paese ospitante
| Posizione | Paese       | Oro | Argento | Bronzo | Totale |
| --------- | ----------- | --- | ------- | ------ | ------ |
| 1         | Russia      | 9   | 2       | 6      | 17     |
| 2         | Svezia      | 3   | 1       | 1      | 5      |
| 3         | Francia     | 2   | 1       | 1      | 4      |
| 4         | Irlanda     | 2   | 0       | 0      | 2      |
| 5         | Spagna      | 1   | 6       | 5      | 12     |
| 6         | Regno Unito | 1   | 4       | 1      | 6      |
| 7         | Polonia     | 1   | 3       | 2      | 6      |
| 8         | Ucraina     | 1   | 2       | 3      | 6      |
| 9         | Romania     | 1   | 2       | 1      | 4      |
| 10        | Bielorussia | 1   | 1       | 0      | 2      |
| 11        | Germania    | 1   | 0       | 5      | 6      |
| 12        | Bulgaria    | 1   | 0       | 1      | 2      |
| 13        | Belgio      | 1   | 0       | 0      | 1      |
| 13        | Danimarca   | 1   | 0       | 0      | 1      |
| 13        | Portogallo  | 1   | 0       | 0      | 1      |
| 13        | Rep. Ceca   | 1   | 0       | 0      | 1      |
| 17        | Austria     | 0   | 2       | 1      | 3      |
| 17        | Grecia      | 0   | 2       | 1      | 3      |
| 19        | Paesi Bassi | 0   | 1       | 1      | 2      |
| 20        | Italia      | 0   | 1       | 0      | 1      |
| Totale    | Totale      | 28  | 28      | 28     | 84     |